# Giacinto Sardi
Giacinto Sardi (Sulmona, 27 gennaio 1715 – Roccasecca, 25 settembre 1786) è stato un vescovo cattolico italiano.

## Biografia
Nato a Sulmona nel 1715 da Giulio Sardi, barone di Rivisondoli, e da Annantonia Corvo, fu avviato in giovane età alla carriera ecclesiastica. Il 9 settembre 1737 fu nominato dal vescovo di Sulmona Matteo Odierna canonico della cattedrale di San Panfilo e fu ordinato sacerdote il 28 marzo 1739. Nel frattempo continuò i suoi studi, spostandosi per questo a Roma, e il 16 giugno 1742 ricevette la laurea dottorale in utroque iure. Tornò quindi a Sulmona, venendo nominato dapprima arcidiacono nel 1745 e poi vicario generale della diocesi.
Il 5 luglio 1751 venne nominato da papa Benedetto XIV vescovo di Aquino e Pontecorvo e preposto di Atina dopo la rinuncia di Francesco Antonio Spadea e fu consacrato l'11 luglio successivo dal cardinale Giuseppe Spinelli, arcivescovo di Napoli, insieme a Giovanni Andrea Tria e Felix Solazzo Castriotta come co-consacranti. Mantenne l'incarico fino alla morte, avvenuta a Roccasecca nel 1786; il suo corpo fu trasportato nella cattedrale di Aquino e lì sepolto.

## Genealogia episcopale
La genealogia episcopale è:
- Cardinale Scipione Rebiba
- Cardinale Giulio Antonio Santori
- Cardinale Girolamo Bernerio, O.P.
- Arcivescovo Galeazzo Sanvitale
- Cardinale Ludovico Ludovisi
- Cardinale Luigi Caetani
- Cardinale Ulderico Carpegna
- Cardinale Paluzzo Paluzzi Altieri degli Albertoni
- Cardinale Gaspare Carpegna
- Cardinale Fabrizio Paolucci
- Cardinale Giorgio Spinola
- Cardinale Thomas Philip Wallrad d'Alsace-Boussut de Chimay
- Cardinale Giuseppe Spinelli
- Vescovo Giacinto Sardi